# کنیس
کینس، روستایی است از توابع بخش کجور شهرستان نوشهر در استان مازندران ایران.

## جمعیت
این روستا در دهستان پنجک‌رستاق قرار دارد و براساس سرشماری مرکز آمار ایران در سال ۱۳۸۵، جمعیت آن ۲۴۹ نفر (۵۸خانوار) بوده‌است. مردم کنیس از قومیت طبری هستند. مردم کنیس به زبان طبری و گویش کجوری سخن می‌گویند.